# Televisione Cristiana in Italia
La Televisione Cristiana in Italia (TCI), già TBNE (Trinity Broadcasting Network Europe), è un'emittente in chiaro presente sul satellite Hotbird e ritrasmessa in digitale terrestre in tutta Italia. La sede è a Marnate, in provincia di Varese.

## Storia
Secondo il sito della TCI, nell'estate 1979 Chuck Hall, allora residente in California (USA), avrebbe ricevuto una visione divina in cui gli veniva richiesto di fondare e mantenere in vita un'emittente televisiva cristiana in lingua italiana. Nel 1981 si trasferì in Italia con la moglie Nora Hall (nome da nubile: Eleonora Latini) e i figli e iniziò l'attività televisiva: Chuck e Nora ebbero l'opportunità di produrre e condurre assieme, per diversi anni, la trasmissione religiosa Controcorrente in onda sul circuito Elefante TV.
Nel 1989 venne creata la TBNE, versione europea della Trinity Broadcasting Network statunitense, con sede inizialmente a Campione d'Italia e diretta da Chuck Hall; nel corso degli anni estese la sua copertura analogica alla Lombardia e al Piemonte. La sede dell'emittente venne trasferita prima a Ponte Tresa e poi nel 1993 a Marnate (VA), dove si trova a tutt'oggi.
Dal 1996 la TCI, nuovo nome della TBNE, si sostiene principalmente grazie alle donazioni dei telespettatori, stimolate frequentemente durante la programmazione.
Dal 2000 la TBNE iniziò a trasmettere anche via satellite, coprendo così tutta Italia, Europa, Nord Africa e Medio Oriente. L'emittente utilizzava l'identificativo "TBN ITALIA".
Sempre intorno al 2000, la TBNE aumentò la propria copertura al Lazio grazie a un accordo con l'emittente locale Teletevere, che ne ritrasmetteva la programmazione. Infine, negli anni 2010, Teletevere è stata interamente acquisita da TCI (ex TBNE).

### 2010-2021
A partire dallo switch off al digitale terrestre e fino al 2021, la TBNE ha trasmesso con una copertura interregionale in Lombardia (con LCN 212, fino a gennaio 2012 anche 695), Piemonte (con LCN 695) e Lazio (con LCN 816), con successive espansioni in Friuli-Venezia Giulia (con LCN 187) e Sicilia (con LCN 299 e 602). In particolare:
- in Lombardia e Piemonte la TBNE è veicolata fino a febbraio 2013 dal mux di Videostar (in Lombardia e Piemonte orientale), oltre che sui propri mux proprietari nelle zone di Milano e Torino. In seguito, i mux della TBNE vengono disattivati nell'autunno 2012 a causa dell'eliminazione delle frequenze televisive UHF da 61 a 69 e della conseguente riorganizzazione delle concessioni per mux locali: l'emittente rimane visibile in Piemonte sul mux GRP (dove era presente già da luglio 2012), mentre in Lombardia prima sul mux La 6 / San Paolo Television (18 dicembre 2012 - giugno 2013), poi sul mux Telepace Lombardia (aprile 2013 - marzo? 2014) e infine sul mux Telenova Lombardia (da marzo 2014);
- nel Lazio l'affiliata Teletevere era presente senza LCN sul proprio mux, integrato nelle frequenze del mux nazionale di TivuItalia. Dopo la chiusura di quest'ultimo, dal 1º agosto 2014 la TBNE/TCI con identificativo "Tele Tevere" (ma senza ulteriori loghi in onda) esordisce nel mux Televita; da gennaio 2016 il nome di Teletevere scompare anche dall'indentificativo e l'emittente adotta la LCN 816;
- dal 2 giugno 2016 la TBNE/TCI viene inserita in Friuli-Venezia Giulia sul mux Telefriuli con LCN 187;
- in Sicilia la TBNE/TCI viene inserita in test dal febbraio 2017 nel mux di Sicilia TV, con numerazione provvisoria 775. Dal 24 aprile 2019 è presente stabilmente nel mux di 7 Gold StampaSud con LCN inizialmente 602 e poi 299 (dal 19 agosto). Da febbraio 2021, a causa dello spegnimento del precedente mux, è stata presente su alcune varianti locali del mux Retecapri Alpha.

Infine, nel periodo 2016/17 era occasionalmente ritrasmessa da un'altra emittente religiosa terrestre, Parole di Vita.
Dal giugno 2013 fu inserito in onda per la prima volta il marchio "TCI" in blu e in corsivo: fino ad allora infatti l'emittente di Marnate aveva trasmesso solamente con il logo grafico della TBNE che segnalava l'affiliazione al Trinity Broadcasting Network. Il nome "Televisione Cristiana in Italia" e il corrispondente acronimo erano stati utilizzati e menzionati più o meno occasionalmente durante i programmi della rete da diverso tempo, e a partire almeno dal 2011 comparivano sul sito ufficiale. Dopo la comparsa del marchio TCI anche sullo schermo, quello della TBNE fu lasciato in onda in minor rilievo fino a sparire definitivamente il 19 dicembre 2017 (nonostante ciò, alcuni mux locali non aggiornati continuarono a riportare "TBNE" o "TBN ITALIA" nell'identificativo di rete per diversi anni). Rimasero comunque nella programmazione alcune trasmissioni provenienti dall'emittente americana o dalla sua versione europea in inglese (seppure in misura decrescente), e la TBN continua a segnalare la TCI come sua affiliata.

### Dal 2021
Dal 1º ottobre 2021 la TCI diventa visibile sul canale 248 del digitale terrestre in tutta Italia, abbandonando nei mesi successivi la precedente diffusione interregionale tramite mux locali. La nuova diffusione nazionale è a opera di Persidera, inizialmente in maniera provvisoria sul mux TIMB 2 e dal 28 giugno 2022 sul nuovo mux Persidera 3. 
A partire dall'inserimento sul mux Persidera 3, la TCI si trova in una situazione di scarsità di banda trasmissiva disponibile (a causa degli elevati costi di acquisto e della limitata disponibilità all'interno dei mux nazionali), che risulta in una bassa qualità video e audio. L'emittente opta per trasmettere con una schermata ridotta e rende disponibile un'applicazione HbbTV tramite cui è possibile, per Smart TV compatibili e collegate a Internet, visualizzare automaticamente la programmazione in HD e senza limitazioni di banda.
Dal 16 dicembre 2022 la TCI si trasferisce sul mux Persidera 1 e la trasmissione torna a pieno schermo, oltre che in HbbTV. 
Il 31 marzo 2024 la TCI è eliminata dal mux Persidera 1 e dopo alcuni giorni di assenza (salvo che in streaming) ricompare sul mux Dfree: stavolta la trasmissione via etere prevede solo l'audio dell'emittente con un cartello informativo, mentre la programmazione in audio e video è disponibile solo tramite HbbTV, streaming sul sito web e sull'applicazione ufficiale per smart TV e smartphone.

## Palinsesto
La TCI trasmette programmi religiosi aperti a cristiani di diverse denominazioni, sia del mondo evangelico pentecostale che cattolico carismatico e ortodosso, 24 ore su 24, attraverso insegnamenti ed esortazioni spirituali tutti incentrati sul messaggio centrale del vangelo, nonché programmi musicali e documentari antiscientifici o pseudoscientifici a sostegno del creazionismo o di altre teorie screditate dalla comunità scientifica. Erano presenti anche film, serie televisive e cartoni animati a carattere religioso.
Vengono trasmessi programmi sia prodotti negli studi italiani, sia provenienti dalla TBN americana ed opportunamente doppiati in italiano; nella sua programmazione vi sono famosi predicatori come Benny Hinn, T. D. Jakes, Joel Osteen, Joyce Meyer, Chris Oyakhilome e altri. In particolare Benny Hinn, grazie all'organizzazione della TBNE e alla visibilità offertagli dall'emittente, poté organizzare a Torino il 27 novembre 1997 un evento religioso che, secondo La Stampa, attirò 5000 persone da tutta Italia; eventi analoghi, sempre con la partecipazione della TBNE, si sarebbero ripetuti negli anni successivi in altre parti d'Italia.

### Per lodare Te
Per lodare Te è la più celebre trasmissione della TCI/TBNE registrata negli studi italiani, condotta da Chuck Hall con la moglie Nora fino al 2007, anno di morte di quest'ultima. Successivamente, Chuck ha continuato a condurre il programma, insieme alla seconda moglie Pina.

## Parodie
Nel 2001 il programma televisivo L'ottavo nano in onda su Rai 2 includeva, tra l'altro, una parodia ricorrente delle trasmissioni della TBNE condotte da Chuck e Nora Hall: i due erano sostituiti da "Snack & Gnola", coppia di telepredicatori interpretata da Corrado Guzzanti e Marina Massironi. Lo stesso Chuck Hall menzionò la parodia in uno dei suoi programmi, dicendo: "C'è una certa trasmissione su Rai Due che si chiama L'ottavo nano che in uno dei suoi sketch ci prende in giro. Se volete prenderci in giro, a noi fa anche piacere, ma per favore non prendete in giro chi crede veramente nella parola del Signore".